# Сулейман Хыналыгский
Сулейман Хыналыгский (азерб. Süleyman) — азербайджанский поэт XVIII века хыналыгского происхождения.

## Творчество
Сулейман писал в духе любовной лирики. В его стихотворении «Mübtəla» («Подверженный») настроение лирического героя печально. Причиной является неверность и жестокость возлюбленной. Он сожалеет о том, что влюбился и тем самым обрек себя на горе, от которого не в силах избавиться. В первых двух строфах поэт раскрывает свои чувства, используя мрачные краски:

О как хотелось не быть влюблённым.

Hе был бы так повергнут я в печаль,

В золу превратило пламя любви,

Весь сгорел, повергнутый я тоску любви.

Как Меджнун я брожу в горах,

По моему горю никто не плачет,

Морем стали мои слезы,

И душа моя разрывается.

Увидев стекающие из глаз кровавые слезы,

Как палач стоишь рядом,

Оставив нас, уйдешь,

Не сожалея об этом страдальце.

Эй, красавица, с ниспадающими косами,

Лицо-цветок: а уста-сахар,

Приближай любимого Сулеймана к себе.

Болен я, огнем горю.
Оригинальный текст (азерб.)

Kaş ki, olmayaydım, mən yarə aşiq,

Olmaz idim belə zarə mübtəla,

Bədriqqət eylədi eşqdən atəşin,

Olmuşam çün ol şikara mübtəla.

Məcnun tək gəzirəm mən dağı daşı,

Zərrəcən halıma yanmayır naşı,

Dəryaya dönübdür gözümün yaşı,

Olmuşam mən bu canxarə mübtəla.

Görəndə gözündən axan qanlı yaş,

Cəllad tək dayanır qəsdimə göz-qaş,

Bizi tərk eylənib gedəcək birbaş,

Deməz: qaldı bu biçarə mübtəla.

Ey zülfi-pərişan, kəkili-dəstə,

Rüxsarı laləzar, dəhanı püstə,

Çəkəydi, Süleyman, yar sinəv üstə,

Xəstəyəm, olmuşam narə mübtəla.

Другое стихотворение Сулейман посвятил девушке по имени Зулейха. Оно создано в особой стихотворной форме. Традиционная форма мухаммаса расчленена на две части. Между этими частями вставлена отдельная строфа, состоящая из шести строк. «Зулейха» состоит из описания и восхваления лирическим героем возлюбленной. Оно насыщено традиционными эпитетами, сравнениями. Традиционно и настроение лирического героя, который печален и грустен. Однако он больше занят выбором художественных средств для воспевания избранницы сердца, чем самораскрытием:

О блестящее солнце, Зулейха

О драгоценный камень, сладкоречивая Зулейха,

Не распускай так свои волосы, Зулейха,

О глаза голубые,

О стройный стаи,

О вторая Лейла

О как хороша,

Лицо твое прекрасно

Весна тебе к лицу,

Речь твоя красива, как у соловья,

Кто видел сколько душ в теле, Зулейха.

Кто, покрасив ресницы, спрятал луну, 

Ресницы, как лук...

У той неверной разве нет разума?

Нет в красоте верности,

Нарушила наше согласие,

Эй, девушка-христианка,

Твой локон как крест

Хватит, я уже сгорел,

Не могу больше терпеть.

Эй девушка, у которой рот, как цветок,

Пожалей устал я от твоих капризов

Больше нет у меня сил, Зулейха.

Царственная сирень рассыпалась увидев тебя

Лучше мастера нардов проигрались.

Даже всему миру известна твоя красота,

Ты, как луна,

Ты, как оживляющая вода

Ты подобна луне,

Ты, верна,

Жаль нет у тебя любимого

Красота твоя изумительна.

Если с этой роскошью ты окажешься в Египте,

Твоя красота устыдит самого Юсуфа, Зулейха.

Цветок, чтобы увидеть твое лицо, в сад пришёл,

Роза, обиженная, в горы пришла,

Снег, увидев тебя, и тот выпал в саду.

Эй, царица Востока.

Эй, Сияющее солнце,

Твоя любовь полностью

Сожгла меня.

Эй, капризная красавица.

Эй, черноглазая, как ангел.

Я ослаб, не трогай меня.

Что за жестокость у тебя, Зулейха.

В самом деле, в твоей красоте нет изъяна,

В рубиновых губах нет изъяна

В твоем разуме нет дефекта,

Ты подобна кипарису,

Ты вносишь беспорядок,

Ты горе моей души,

Эй, красавица,

Эй, сияющее солнце.

Эй, царь Сулейман.

Стань лекарством моей болезни, эй, царица царей,

Не останется эта красота, она уйдет, Зулейха.
Оригинальный текст (азерб.)

Ey simbədən mehri-dirəxşəndə, Züleyxa,

Ey kani-məlahət ləbi pürxəndə, Züleyxa,

Qılma saçını munca pərakəndə, Züleyxa,

Ey gözləri şəhla,

Ey qaləti rəna.

Ey sanişi — Leyla,

Əla, dəxi, əla,

Rüxsarı gözəldir,

Rəftəra gözəldir,

Tuti kimi hər ləhcəyi-göftarı gözəldir,

Kim gördü ki, yüz ruh ola bir təndə, Züleyxa?!

Kim vəsmə yaxıb qaşıma gizlətdi hilalı,

Əbruyu-kamanın kimi qanrıldı xəyalı,

Ol biədəbin yoxdu məgər əqli-kamalı?

Yox vəsmədə sevda,

Qıldı ayrı rizva,

Ey düxtəri-tərsa,

Ey zülfü-çəlipa,

Bəsdir dəxi, yandım,

Hər cövrə dayandım.

Ey qönçə dəhan, rəhm elə zümndən usandım,

Bundan sonra yox tabü təvan mənfə, Züleyxa.

Nəsrin tökülüb şahı-ruhun tərifinə, heyhat,

Nərradi-qəza şeşdəri-hərətdə qalıb mat,

Hətta ki, sənin hüsnün olub aləmə isbab,

Bir mahliqasən,

Bir abi-bəqsən

Bir eyni-səfasən,

Yox, hyf ki, yarın,

Sən türfə nigarın

Bir zinət ilə düşsə əgər Misrə, güzərım,

Hüsnün edəcək Yusifi şərməndə, Zuleyxa!

Hül, hül üzünü görmək üçün bağa çəkilmiş,

Lalə düşünü dağlayıban dağa çəkilmiş,

Qar sinəni görcək o da yaylağa çəkilmiş,

Ey xosrovi-xavər,

Ey şəmsi-münəvvər,

Eşqin məni yeksər,

Yandırdı çu Azər,

Ey dilbəri sərkəş,

Ey hüri pərivəş,

Haşaki-zəifəm mənə urma dəxi atəş,

Bu cövri ədalət nədir, ey səndə, Züleyxa?!

Həqqa ki, sənin türfə camalında eyib yox,

Yaqut ləbində, ruxi-alində eyib yox,

Hüsnündə və nə əqlü kamalında eyib yox.

Bir sərvi rəvansan,

Aşubi zamansan,

Ey afəti-dövran,

Vey mehri-dirəxtan,

Ey şahi Süleyman,

Qıl dərdimə dərman sən, əya xosrovi-xuban,

Qılmaz bu gözəllik sənə payəndə, Züleyxa.

У поэта имеются вставные таджнисы, в которых между второй и третьей строками строфы вставляется строфа баяты. Соединяясь в одиной стихотворной рамке, и таджнис, и баяты сохраняют свою традиционную форму, но они по содержанию тесно связаны. Вставное баяты усиливает значение первых двух строк таджниса, а последние две строки таджниса обобщают смысл строфы в целом.